# Moorestown-Lenola
Moorestown-Lenola – jednostka osadnicza w Stanach Zjednoczonych, w stanie New Jersey, w hrabstwie Burlington.